# Julie Cloutier
Julie Cloutier (* 24. April 1986 in Montreal) ist eine kanadische Säbelfechterin. 

## Leben
Mit elf Jahren begann sie in Repentigny mit dem Fechtsport. Seit 2005 ist sie Mitglied der kanadischen Nationalmannschaft. Cloutier studiert an der Universität Québec Kulturforschung. Sie nahm im Einzel und dem Team an den Olympischen Spielen 2008 teil. Mit der Mannschaft wurde sie im Säbelfechten Siebte.

## Erfolge (Auswahl)
- 2006 erreichte sie mit der Mannschaft bei den Panamerikanischen Spielen in Venezuela die Silbermedaille.
- 2005 holte sie sich Bronze beim World Cup in Havanna auf Kuba.
- 2004 wurde sie Zweite der kanadischen Meisterschaften in Laval.